# Micromouse

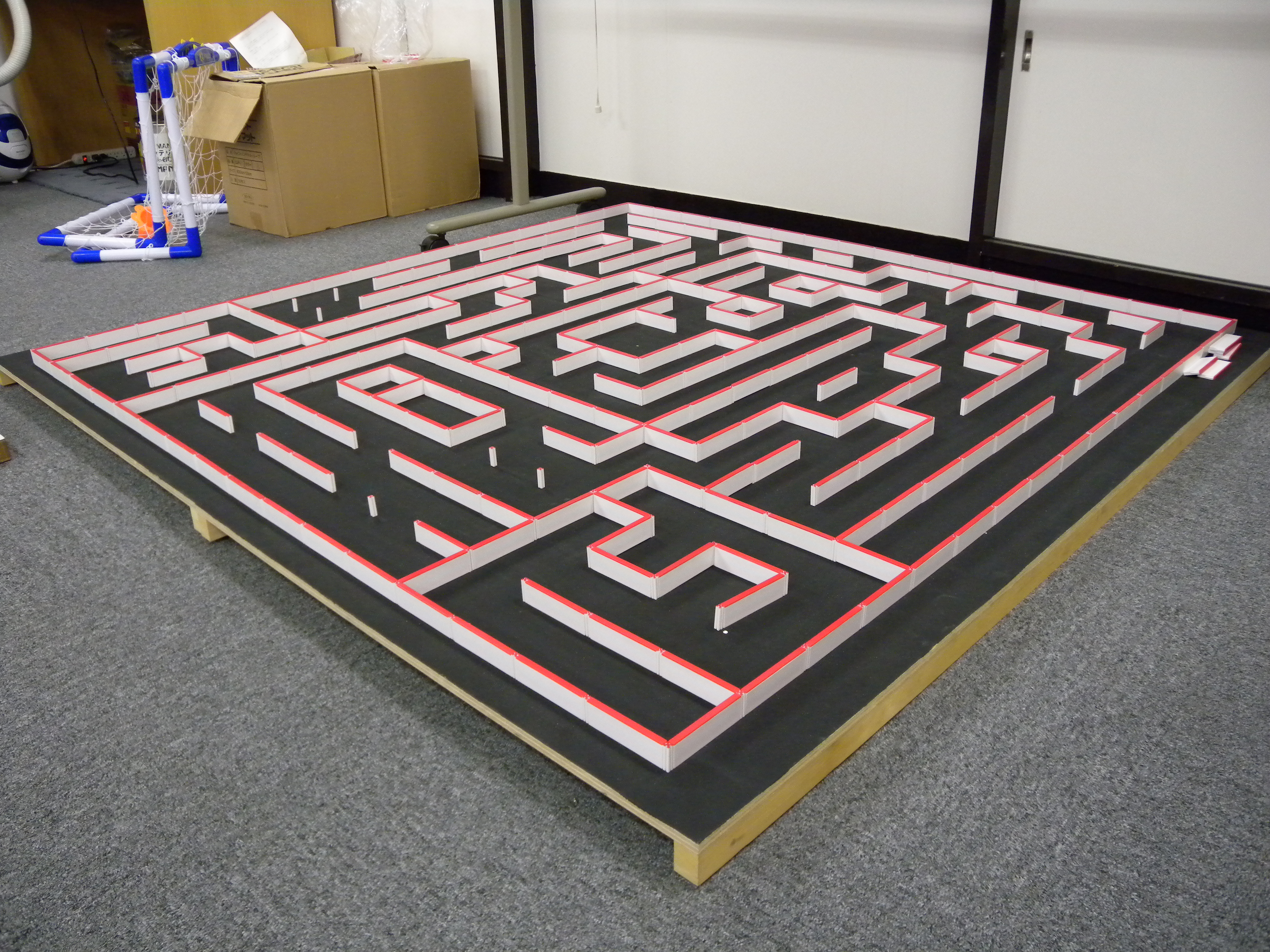
Micromouse-Labyrinth

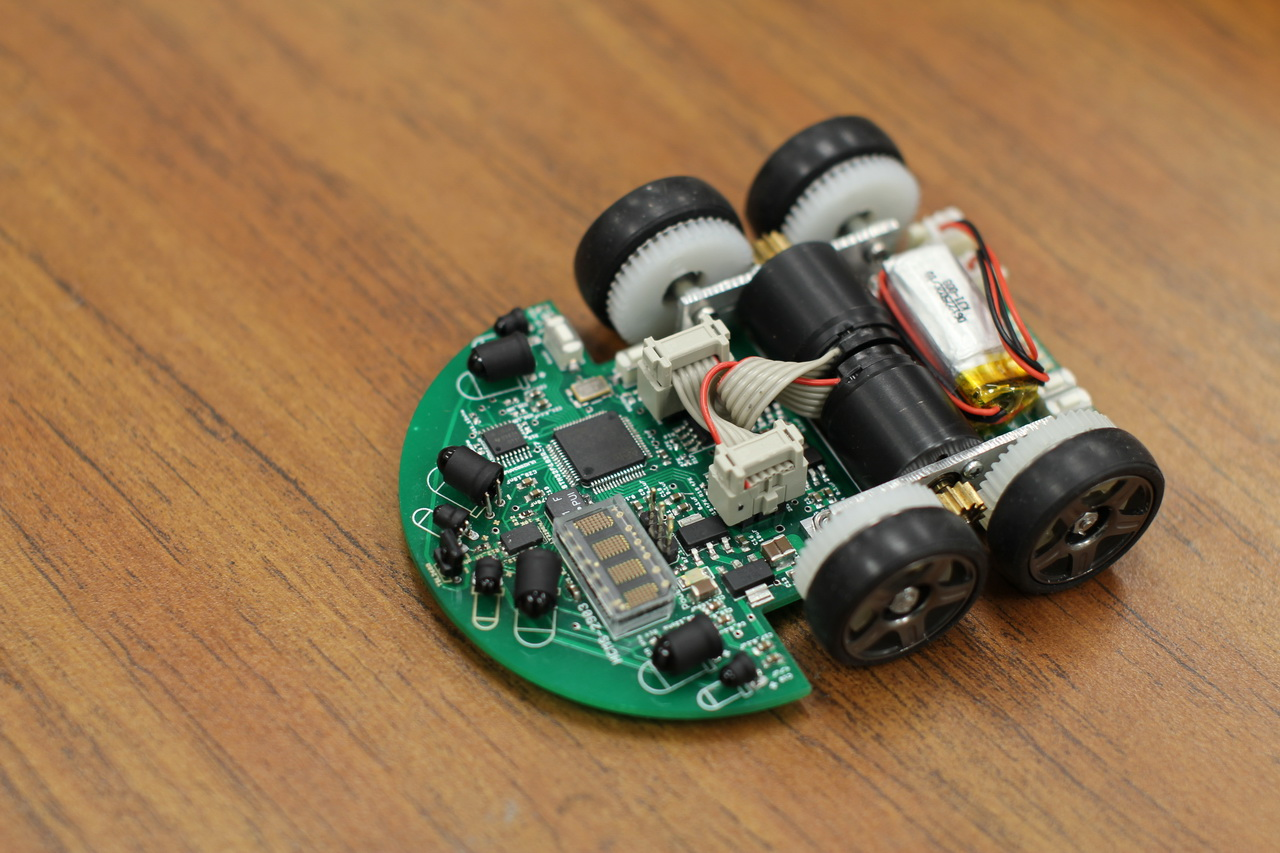
Micromouse-Roboter

Micromouse ist ein Robotikwettbewerb, in dem sich kleine, autonome Roboterfahrzeuge in einem Labyrinth zurechtfinden müssen. Der vermutlich erste dieser Wettbewerbe wurde 1977 vom Institute of Electrical and Electronics Engineers (IEEE) in seiner Zeitschrift IEEE Spectrum ausgerufen. Inzwischen werden jährlich mehr als 100 Micromouse-Wettbewerbe (meist von Universitäten oder dem IEEE gesponsert) u. a. in den USA, im Vereinigten Königreich und in Japan veranstaltet.

## Regeln
Das Labyrinth hat eine quadratische Grundfläche von etwa 3 m × 3 m, darauf sind Wege in einem Raster von 16 × 16 Quadraten mit je 18 cm Seitenlänge aufgebracht; die Wände sind 5 cm hohe und 1,2 cm dicke Brettchen.
Die Micromouse-Roboterfahrzeuge sind vollständig autonom. Sie bewegen sich ohne Hilfe von außen durch das Labyrinth. Es ist dem Entwickler freigestellt, wie das Fahrzeug die Wände des Labyrinthes erkennt; verbreitet sind vorn am Fahrzeug angebrachte und schräg nach außen ausgerichtete Infrarot-Abstandssensoren.
Eine aus 2 × 2 Einheiten bestehende quadratische Fläche in der Mitte des Labyrinthes stellt das Ziel dar. Die Roboter starten zunächst in einer der vier äußeren Ecken, erkunden das Labyrinth und berechnen den kürzesten Weg von der Startecke zum Ziel in der Mitte, wobei unterschiedliche Lösungsalgorithmen für Irrgärten zur Anwendung kommen. Anschließend durchfahren sie diesen Weg in möglichst kurzer Zeit. Micromouse-Fahrzeuge können Geschwindigkeiten von mehr als 3 Metern pro Sekunde erreichen, die schnellsten unter ihnen durchfahren ein Labyrinth in wenigen Sekunden.
Seit einigen Jahren gibt es die „Half-size Micromouse“-Variante, bei der die Maße der Wege und der Rasterquadrate bei gleichbleibender Labyrinthfläche auf die Hälfte reduziert wurden. Ein solches Labyrinth ist also in einem Raster von 32 × 32 Quadraten mit je 9 cm Seitenlänge realisiert.